# 43e division de fusiliers
Pour les articles homonymes, voir 43e division.
La 43e division de fusiliers (en russe : 43-я стрелковая дивизия) est une unité militaire de l'Armée rouge qui a pris part à la Grande Guerre patriotique. Après 1957, elle devient la 43e division de fusiliers motorisés puis le 469e centre d'entraînement de l'Armée de terre soviétique puis russe.

## Historique

### Création
La 43e division de fusiliers est formée en 1924-1925 dans la région de Velikié Louki, dépendant du district militaire de Léningrad, sous le nom de 43e division territoriale.

### Guerre d'Hiver
À partir du 30 novembre 1939, elle prend part à la guerre d'Hiver.

### Grande Guerre patriotique

#### Composition
- 65e régiment de fusiliers
- 147e régiment de fusiliers
- 181e régiment de fusiliers (jusqu'au 28 juillet 1941)
- 708e régiment de fusiliers
- 62e régiment d'artillerie
- 200e régiment d'artillerie (obusiers)
- 73e bataillon anti-char
- 379e bataillon de mortier (du 20 octobre 1941 au 15 octobre 1942)

#### Opérations
Le 22 juin 1941, elle stationne dans la région de Svetogorsk, dans l'isthme de Carélie et occupe un front de 29 kilomètres nord-ouest de la ville sur la frontière russo-finlandaise avec à sa droite la 115e division de fusiliers et à gauche la 123e division de fusiliers.
Le 29 juin 1941, lors de la guerre de Continuation, elle combat avec la 115e division de fusiliers pour la défense d’Enso qui sera capturée par les forces armées finlandaises le 21 août 1941.
Le 29 juillet 1941, le 181e régiment de fusiliers, rattaché à la 43e DF, participe avec la 198e division motorisée à l’attaque contre Sortavala.
Le 31 juillet 1941, les troupes finlandaises attaquent et la division est contrainte de se replier en compagnie de la 115e DF.
Le 5 août elle participe à une contre-attaque, infructueuse, en direction de l'autoroute Vyborg-Lappeenranta.
Le 20 août, elle prend part aux combats au Nord, puis au Sud-Est de Vyborg.
Le 24 août, la 43e division lance une contre-attaque dans la direction de Vuosalmi (fi), qui est brisée à Priozersk et sur la rivière Vuoksi par la résistance acharnée de l'armée de terre finlandaise.
Lors de la bataille de Porlampi, l'ennemi attaque alors le flanc gauche de la division qui subit de lourdes pertes, et se retrouve encerclée dans les massifs forestiers, au sud de Vyborg. Le commandant de la division, Vladimir Kirpichnikov, est fait prisonnier ; il est le plus haut gradé capturé par l'armée finlandaise pendant la guerre d'Hiver et la guerre de Continuation. Certains éléments survivants de la division finissent toutefois par s’extirper et retraitent en direction du golfe de Finlande vers Primorsk avant de rejoindre Cronstadt, puis Léningrad.
Du 1er au 3 septembre 1941, la division est envoyée sur l'isthme de Carélie, sur la frontière, dans la zone est de Lembolovo.
Les 6, 9 et 13 septembre la 43e attaque avec succès plusieurs villages puis, fin septembre-début octobre le front se stabilise.
En octobre 1941, elle est retirée de ses positions et dirigée sur les abords sud de Leningrad dans la région de Kolpino qu’elle est chargée de défendre.
Du 10 au 15 novembre 1941, en réponse à l’offensive allemande de début novembre, les 43e, et 85e divisions d’infanterie soutenue par la 124e brigade blindée lancent une contre-attaque dans le secteur de Tosno afin de capturer le pont ferroviaire qui enjambe la rivière Tosna, et d’établir une tête de pont. Malgré de violents combats les troupes russes ne parviennent pas à percer les lignes allemandes.
Le 17 décembre 1941, la 43e DF est envoyée en première ligne à Krasny Bor, où elle participe à quelques escarmouches et combats sporadiques.
Du 9 au 13 février 1943, la division participe à la bataille de Krasny Bor
En juillet et août 1943, la division est engagée dans les batailles sanglantes pour Siniavino.
Le 14 janvier 1944, elle participe à l’opération Krasnoselsky-Ropsha (en) dans le cadre de l’offensive Leningrad–Novgorod avec la 152e brigade blindée et les 19 et 20 janvier, la division contribue à l’encerclement des troupes allemandes de Ropsha et à la libération de la ville mettant ainsi fin le 27 janvier au blocus de Léningrad.
Du 1er février 1944, jusque début août, la division participe à la bataille de Narva puis à l’offensive Narva dans la région et sur la fleuve Narva ou elle subit de lourdes pertes avant d’être transférée à Izborsk, au Sud-Ouest de Pskov, dans le cadre de l’offensive Baltique sur Tartu.
Le 13 août 1944, elle libère Võru.
Le 23 août, elle pénètre dans Otepää puis atteint les abords de Valka et Valga.
Le 14 septembre 1944, elle participe à l’opération Riga et entre, avec la 50e division d’infanterie, dans Riga le 13 octobre 1944.
D’octobre 1944 à avril 1945, la 43e division de fusiliers participe aux combats de la poche de Courlande.

#### Théâtres d'opérations
- 1941 :
  - Guerre de Continuation : Défense de l'isthme de Carélie
- 1941 à 1944 :
  - Siège de Léningrad
    - 1943 : Opération Polyarnaya Zvezda, bataille de Krasny Bor
- 1944 :
  - Offensive Leningrad-Novgorod
  - Offensive Krasnoselsky-Ropshinskaya
  - Offensive Kingiseppsky-Gdovskii
  - Offensive de la Baltique
  - Offensive Tartu
  - Offensive Riga (1944)
  - Offensive Memel
- 1945 :
  - Combats dans la Poche de Courlande

#### Rattachements
| Date               | Front                         | Armée             | Corps d’armée                      | Remarques                                                         |
| ------------------ | ----------------------------- | ----------------- | ---------------------------------- | ----------------------------------------------------------------- |
| 22 juin 1941       | Région militaire de Léningrad | 23e armée         | 50e corps de fusiliers             | À partir du 24 juin 1941 la division fait partie du Front du Nord |
| 1er juillet 1941   | Front du Nord                 | 23e armée         | 50e corps de fusiliers             | -                                                                 |
| 10 juillet 1941    | Front du Nord                 | 23e armée         | 50e corps de fusiliers             | -                                                                 |
| 1er août 1941      | Front du Nord                 | 23e armée         | -                                  | -                                                                 |
| 1er septembre 1941 | Front de Léningrad            | 23e armée         | -                                  | -                                                                 |
| 1er octobre 1941   | Front de Léningrad            | 23e armée         | -                                  | -                                                                 |
| 1er novembre 1941  | Front de Léningrad            | -                 | -                                  | -                                                                 |
| 1er décembre 1941  | Front de Léningrad            | 55e armée         | -                                  | -                                                                 |
| 1er janvier 1942   | Front de Léningrad            | 55e armée         | -                                  | -                                                                 |
| 1er février 1942   | Front de Léningrad            | 55e armée         | -                                  | -                                                                 |
| 1er mars 1942      | Front de Léningrad            | 55e armée         | -                                  | -                                                                 |
| 1er avril 1942     | Front de Léningrad            | 55e armée         | -                                  | -                                                                 |
| 1er mai 1942       | Front de Léningrad            | 55e armée         | -                                  | -                                                                 |
| 1er juin 1942      | Front de Léningrad            | 55e armée         | -                                  | -                                                                 |
| 1er juillet 1942   | Front de Léningrad            | 55e armée         | -                                  | -                                                                 |
| 1er août 1942      | Front de Léningrad            | 55e armée         | -                                  | -                                                                 |
| 1er septembre 1942 | Front de Léningrad            | 55e armée         | -                                  | -                                                                 |
| 1er octobre 1942   | Front de Léningrad            | 55e armée         | -                                  | -                                                                 |
| 1er novembre 1942  | Front de Léningrad            | 55e armée         | -                                  | -                                                                 |
| 1er décembre 1942  | Front de Léningrad            | 55e armée         | -                                  | -                                                                 |
| 1er janvier 1943   | Front de Léningrad            | 55e armée         | -                                  | -                                                                 |
| 1er février 1943   | Front de Léningrad            | 55e armée         | -                                  | -                                                                 |
| 1er mars 1943      | Front de Léningrad            | 55e armée         | -                                  | -                                                                 |
| 1er avril 1943     | Front de Léningrad            | -                 | -                                  | -                                                                 |
| 1er mai 1943       | Front de Léningrad            | 67e armée         | -                                  | -                                                                 |
| 1er juin 1943      | Front de Léningrad            | 67e armée         | -                                  | -                                                                 |
| 1er juillet 1943   | Front de Léningrad            | 67e armée         | -                                  | -                                                                 |
| 1er août 1943      | Front de Léningrad            | -                 | -                                  | -                                                                 |
| 1er septembre 1943 | Front de Léningrad            | 67e armée         | -                                  | -                                                                 |
| 1er octobre 1943   | Front de Léningrad            | 67e armée         | -                                  | -                                                                 |
| 1er novembre 1943  | Front de Léningrad            | 67e armée         | -                                  | -                                                                 |
| 1er décembre 1943  | Front de Léningrad            | 67e armée         | -                                  | -                                                                 |
| 1er janvier 1944   | Front de Léningrad            | 2e armée de choc  | -                                  | -                                                                 |
| 1er février 1944   | Front de Léningrad            | 2e armée de choc  | 122e corps de fusiliers            | -                                                                 |
| 1er mars 1944      | Front de Léningrad            | 8e armée          | 43e corps de fusiliers             | -                                                                 |
| 1er avril 1944     | Front de Léningrad            | 8e armée          | 43e corps de fusiliers             | -                                                                 |
| 1er mai 1944       | Front de Léningrad            | 8e armée          | 122e corps de fusiliers            | -                                                                 |
| 1er juin 1944      | Front de Léningrad            | 8e armée          | 117e corps de fusiliers            | -                                                                 |
| 1er juillet 1944   | Front de Léningrad            | 2e armée de choc  | 122e corps de fusiliers            | -                                                                 |
| 1er août 1944      | Front de Léningrad            | 2e armée de choc  | 122e corps de fusiliers            | -                                                                 |
| 1er septembre 1944 | 3e front de la Baltique       | 67e armée         | 122e corps de fusiliers            | -                                                                 |
| 1er octobre 1944   | 3e front de la Baltique       | 1re armée de choc | 119e corps de fusiliers            | -                                                                 |
| 1er novembre 1944  | 2e front de la Baltique       | 42e armée         | 123e corps de fusiliers            | -                                                                 |
| 1er décembre 1944  | 2e front de la Baltique       | 42e armée         | 123e corps de fusiliers            | -                                                                 |
| 1er janvier 1945   | 2e front de la Baltique       | 42e armée         | 123e corps de fusiliers            | -                                                                 |
| 1er février 1945   | 2e front de la Baltique       | 22e armée         | 14e corps de fusiliers de la garde | -                                                                 |
| 1er mars 1945      | 2e front de la Baltique       | 22e armée         | 14e corps de fusiliers de la garde | -                                                                 |
| 1er avril 1945     | Front de Léningrad            | 22e armée         | 14e corps de fusiliers de la garde | -                                                                 |
| 1er mai 1945       | Front de Léningrad            | -                 | 19e corps de fusiliers             | -                                                                 |

### Guerre froide
À l'été 1945, la division s'installe à Kouïbychev (aujourd'hui Samara), au sein du 123e corps de fusiliers du district militaire de la Volga. En 1946, elle est réduite sous le nom de 21e brigade de fusiliers. Elle reprend son nom de 43e division de fusiliers en octobre 1953 mais le 708e régiment de fusiliers porte désormais le numéro 74 tandis que la division est renforcée par le 311e régiment de chars et d'automoteurs (ex 914e divizion d'artillerie automotrice). Le 123e corps est renuméroté 40e en 1955.
Le 4 juin 1957, elle est transformée en division de fusiliers motorisés. Ses trois régiments  de fusiliers deviennent les 65e, 147e et 74e régiments de fusiliers motorisés et le 311e régiment de chars et d'automoteurs devient un régiment de chars. La même année, le 40e corps de fusiliers est renommé 40e corps d'armée.
En 1959, les 74e et 147e régiments de fusiliers motorisés sont dissous et remplacés par les 118e et 126e de la 44e division de fusiliers motorisés. Le 40e corps d'armée est dissous en 1960 et la division est directement subordonnée au district militaire de la Volga.
Le 24 mai 1962, elle est transformée en 43e division école de fusiliers motorisés. Le 14 septembre 1987, elle est renommée 469e centre d'entraînement de district, gardant la même organisation en régiments. Elle fusionne dans le 473e centre d'entraînement en 2004.